# Matka-Canyon

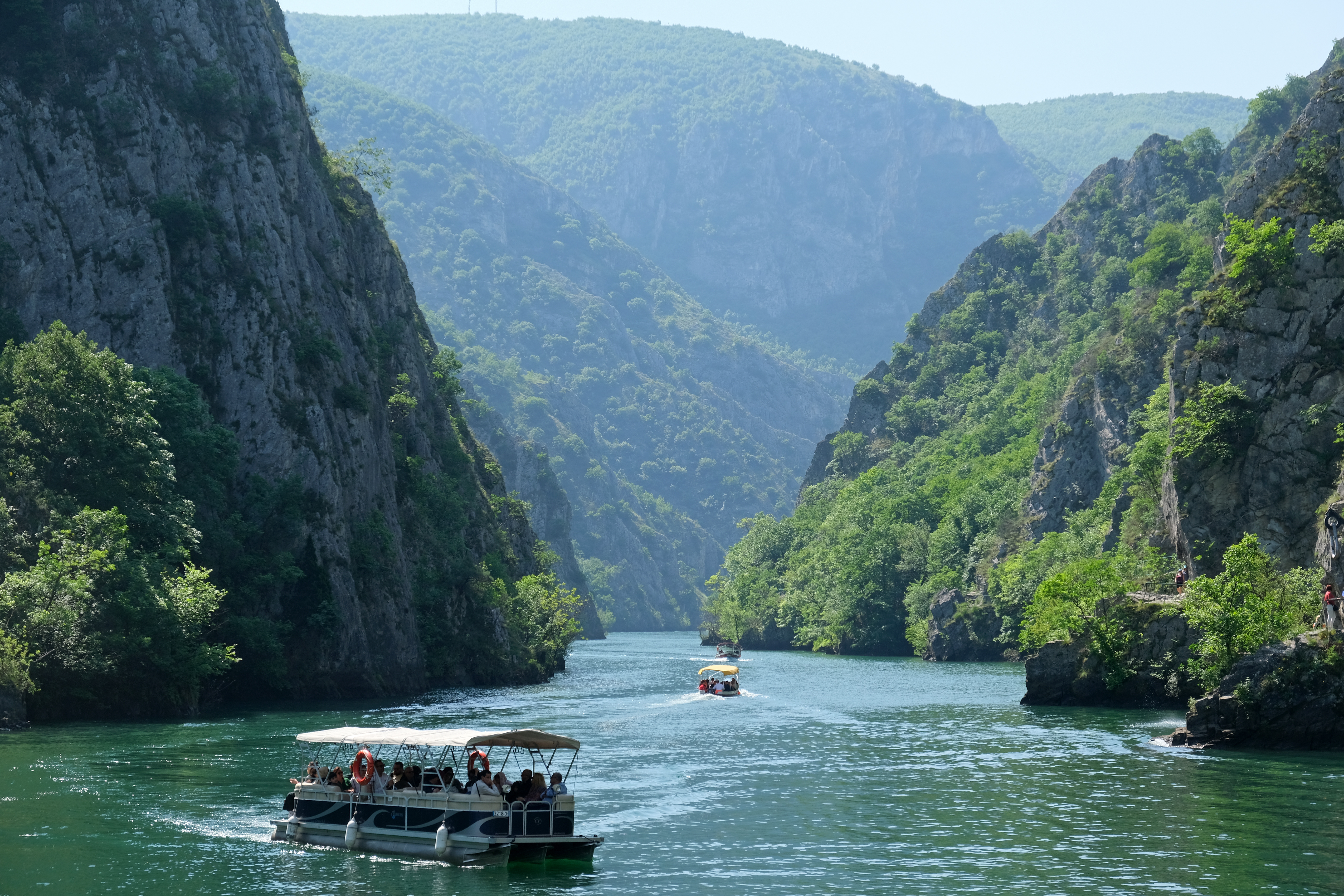
Der Matkasee

Der Matka-Canyon (mazedonisch Кањон Матка) ist eine Schlucht und zugleich ein Naturdenkmal, welche sich etwa 17 Kilometer südwestlich der nordmazedonischen Hauptstadt Skopje befindet. Mit einer Fläche von 6576 Hektar ist der Matka-Canyon eines der beliebtesten Outdoor-Reiseziele in Nordmazedonien und beherbergt mehrere mittelalterliche orthodoxe Kirchen und Klöster. Der Matka-See im gleichnamigen Canyon ist zudem der älteste künstliche See des Landes. Aufgrund seiner Nähe zu Skopje ist der Matka-Canyon ein beliebtes Ziel für Bürger und Touristen. Darüber hinaus ist der Canyon zudem ein wichtiges alpines Kletterzentrum in Nordmazedonien. Kajakfahren auf dem Treska-Fluss ist eine beliebte Aktivität, ebenso wie Bergwandern, Angeln, Jagen und Schwimmen.

## Geologie

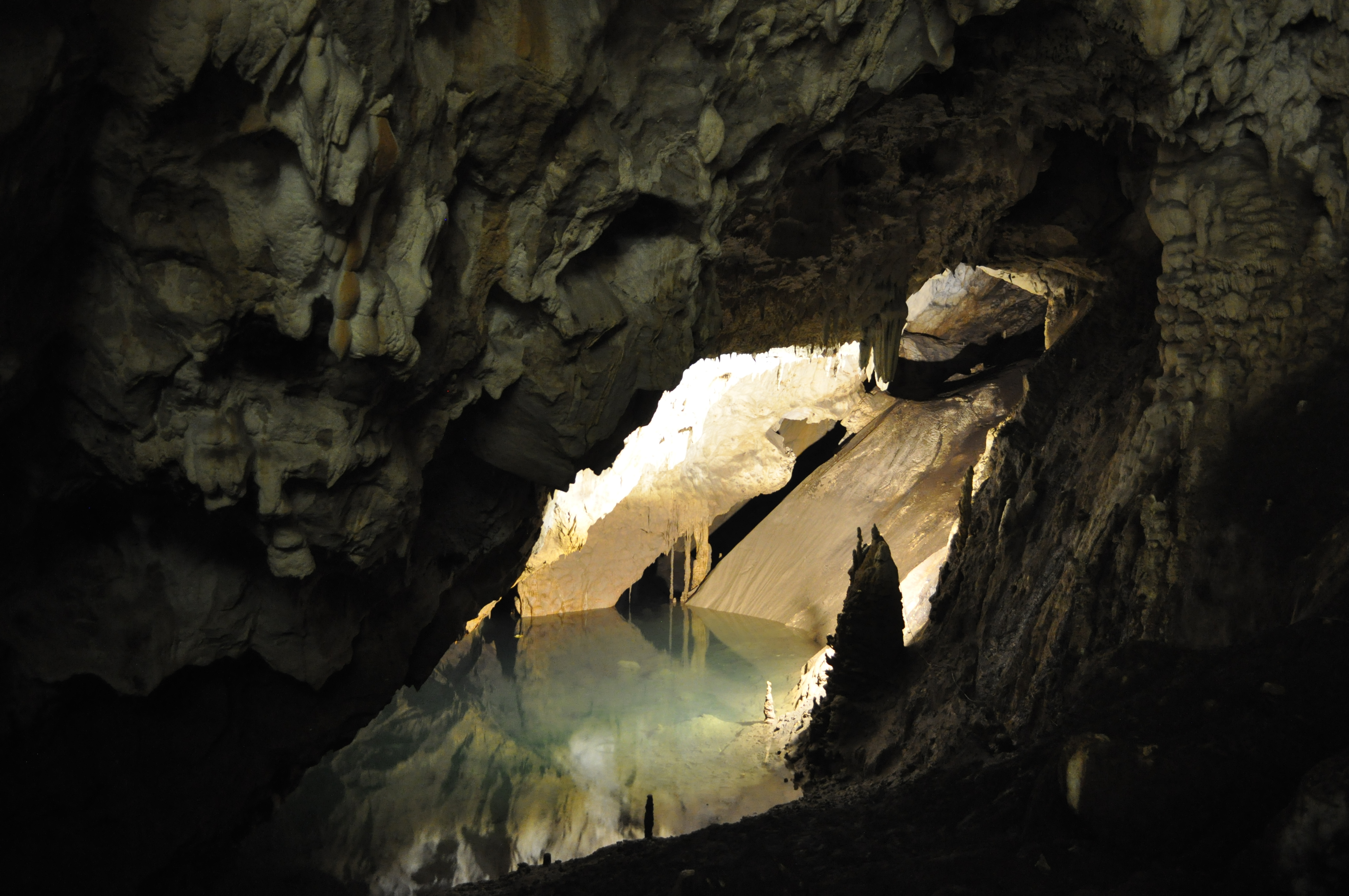
Die Vrelo-Höhle

Es gibt zehn Höhlen im Matka-Canyon, von denen die kürzeste 20 Meter und die längste 176 Meter lang ist. Zu den bekanntesten gehören die Höhlen „Vrelo“, „Ubava“ und „Krštalna“ sowie einer Unterwasserhöhle „Podvrelo“. Die Schlucht weist auch zwei vertikale Gruben auf, die sich beide ungefähr 35 Meter in die Tiefe erstrecken. Die am rechten Ufer des Treska-Flusses gelegene Vrelo-Höhle wurde im New 7 Wonders of Nature-Projekt als eines der Top 77 besten Naturstätten der Welt aufgeführt. Die Vrelo-Höhle hat viele Stalaktiten, darunter einen großen in der Mitte der Höhle, der aufgrund seiner Form als „Kiefernzapfen“ bekannt ist. Am Ende der Höhle existieren noch zwei Seen.
Obwohl die genaue Tiefe der Höhle unbekannt ist, spekulieren einige, dass es sich um die tiefste Unterwasserhöhle der Welt handeln könnte. Bei der letzten Unterwasser-Expedition im Jahr 2017 tauchte der polnische Extremtaucher Krzysztof Starnawski bis zu einer Tiefe von 240 Metern, ohne jedoch die vollständige Tiefe der Vrelo-Höhle ermittelt zu haben. Die Vrelo-Grotte können Besucher und Touristen im Zusammenhang mit einer 20-minütigen Bootsfahrt im Matka-Canyon besichtigen.

## Flora und Fauna

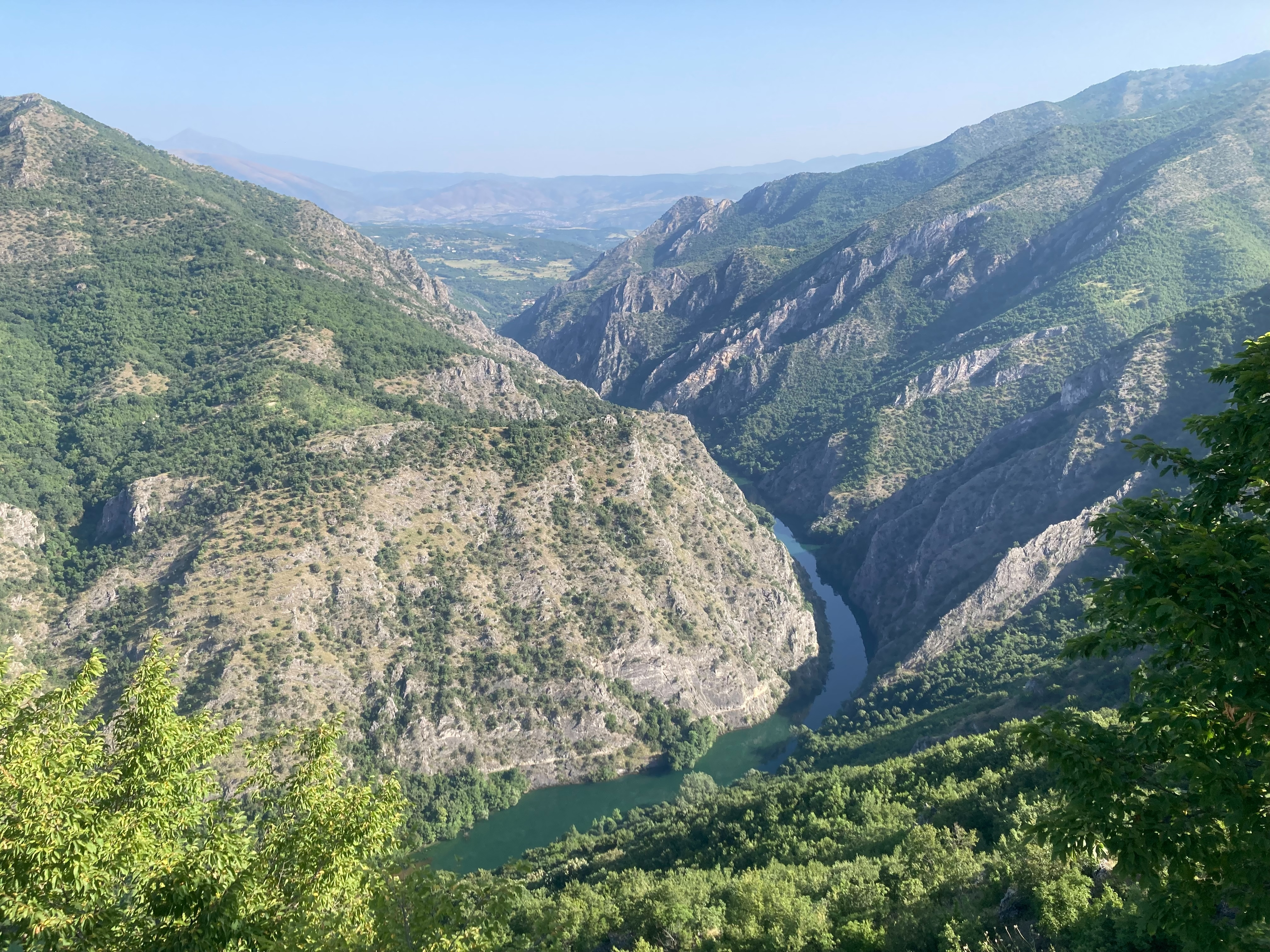
Der Matka-Canyon

Der Matka Canyon beherbergt eine große Vielfalt an Pflanzen und Tieren, von denen einige in der Region einzigartig sind. Im Schutzgebiet kommen über 50 lokale, nationale und balkanische Endemiten vor. Ungefähr 20 % der Pflanzenwelt von Matka ist endemisch und kommt nur hier vor. Die Schlucht ist auch die Heimat von 77 einheimischen Schmetterlingsarten sowie der giftigsten Schlange Südeuropas, der Hornotter. Die Höhlen der Schlucht beherbergen große Populationen von Fledermäusen. In der Schlucht wurden 354 Schmetterlingsarten und 124 Vogelarten registriert, darunter der Gänsegeier und der Schmutzgeier.

## Geschichte

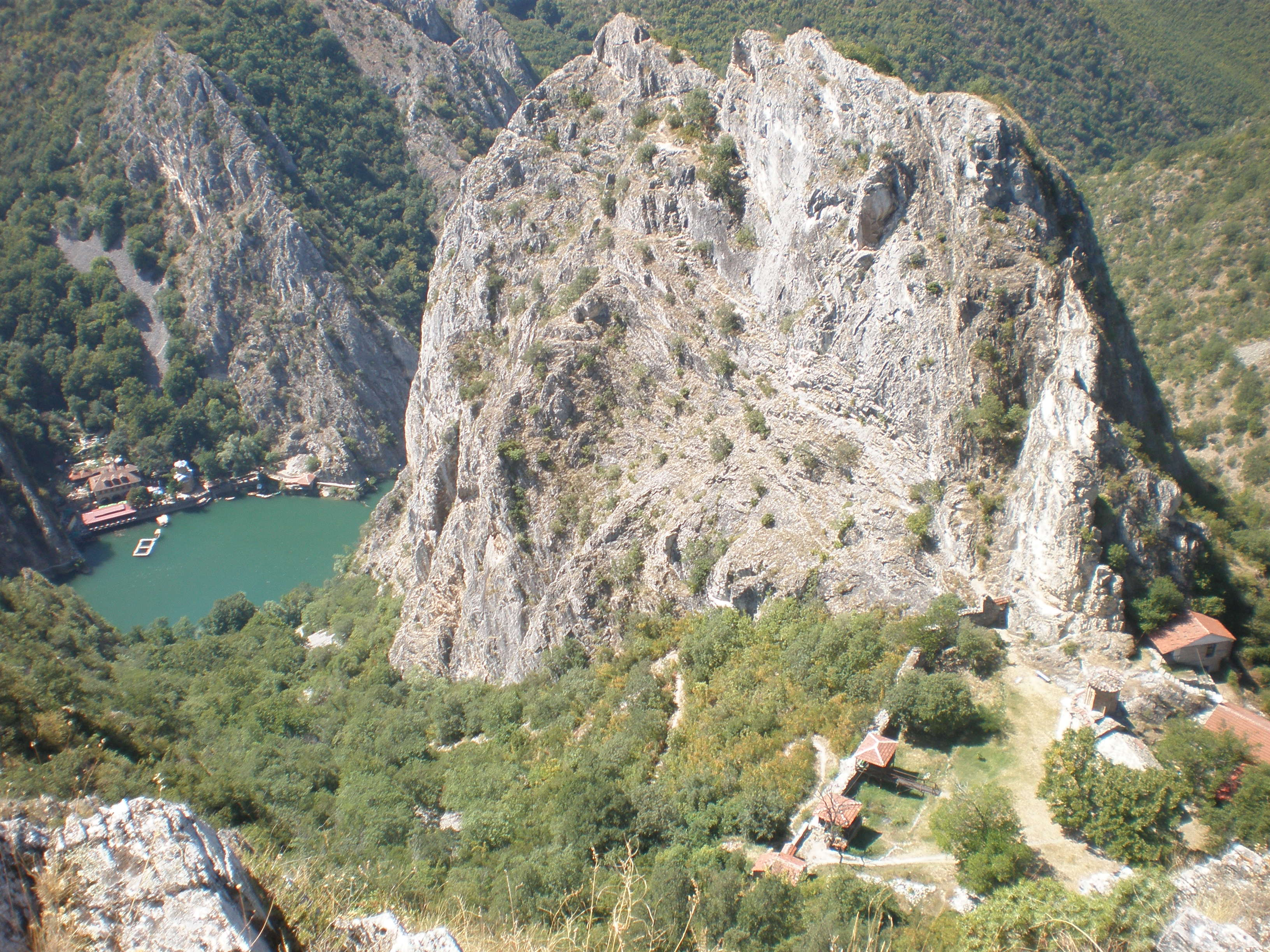
Blick auf den Matka Canyon und das Kloster Sveti Nikola Šiševski

Der Matka-Canyon wurde ab 1938 aufgestaut, um die nordmazedonische Hauptstadt mit Elektrizität zu versorgen. Das Sobranie (Versammlung) der Stadt Skopje erklärte im Jahr 1994 den Matka-Canyon zum Naturdenkmal.

### Kirchen und Klöster
Aufgrund der Besonderheiten des Geländes selbst und der schwierigen Zugänglichkeit, die mehr Sicherheit bot, wurden in der Vergangenheit in der Matka-Schlucht eine Vielzahl von Kirchen und Klöstern und anderen Sakralbauten errichtet. Aufgrund der vielen Kirchen und Klöster trägt Matka auch den Namen Sveta Gora, angelehnt an den Athos. Heute sind die meisten Kirchen aus dem Mittelalter vorhanden, einige sind jedoch in Ruinen oder nur noch ihre Fundamente vorhanden. Neben den hoch in der Matka-Schlucht gelegenen religiösen Sakralbauten befinden sich die Überreste der ehemaligen mittelalterlichen Festung Markov Grad. Es wurde zur Zeit der Ankunft der Osmanen als Zufluchtsort für die Bevölkerung und der Klosterkirchen erbaut. Es wird angenommen, dass der damalige Boljare Bojko in der mittelalterlichen Festung lebte. Der lokalen Folklore zufolge lebte dort zudem auch die „schöne Bojana“, Gattin eines Boljaren, welche sich opferte und in den Fluss Treska sprang, um die lokale Bevölkerung von den Osmanen zu schützen.
In der Matka-Schlucht gibt es folgende Kirchen und Klöster:
- Kloster „Sveti Nikola Šiševski“ (Nikolaus-Kirche von Šiševo)
- Kloster „Uspenie na Presveta Bogorodica“ (Mariä-Entschlafens-Kirche)
- Kloster „Sveti Andreja“ (Apostel-Andreas-Kirche)
- Kirche „Sveti Spas“ (Christi-Himmelfahrt-Kirche) mit Resten der frühchristlichen Kirchen „Sveta Troica“ (Dreifaltigkeits-Kirche) und „Sveti Georgi“ (Georgs-Kirche)
- Kirche „Sveta Nedela“ (Heilige Kyriaki; in Ruinen)

#### Kloster „Sveti Nikola Šiševski“

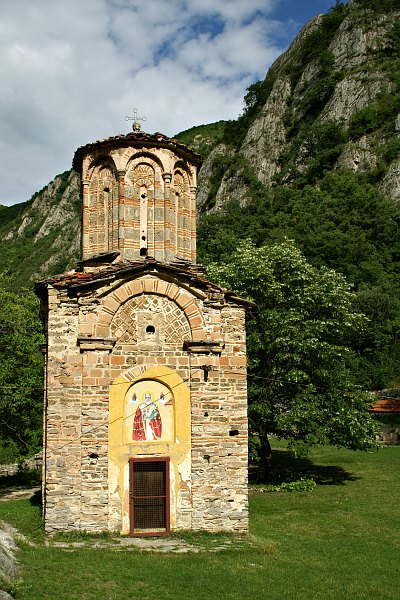
Blick auf das Kloster Sveti Nikola Šiševski

Gegenüber der Sveti Andreja-Kirche, auf der anderen Seite des Matka-Sees, befindet sich auf einem von steilen Felsabstürzen umgebenen Plateau die mittelalterliche Klosterkirche „Sveti Nikola Šiševski“ (mazedonisch Манастир Свети Никола Шишевски). Das genaue Datum des Baus der dem Heiligen Nikolaus geweihten Klosterkirche ist unbekannt. Es gibt jedoch Informationen, die belegen, dass die Kirche 1345 vom Popen Nenad erbaut oder restauriert wurde.
Nachdem man die ältesten erhaltenen Fresken analysiert hat, gehen mazedonische Historiker davon aus, dass die Kirche wahrscheinlich in der zweiten Hälfte des 14. Jahrhunderts erbaut und ausgemalt wurde. An der Fassade sind mehrere Spolien zu erkennen, die Überreste antiker Steinteile enthalten, die als Baumaterial beim Bau der Kirche verwendet wurden. Es wird angenommen, dass sie zu einem antiken Tempel bzw. Heiligtum gehörten, das sich in der Nähe befand. Die heute sichtbare Freskenmalerei stammt aus dem Jahr 1630.
Mitte des 15. Jahrhunderts wird erwähnt, dass es in der Klosterkirche nur einen einzigen Mönch gab. Den erhaltenen Quellendaten zufolge war das Kloster im 15. und 16. Jahrhundert ein starkes und aktives Kulturzentrum in der Nähe von Skopje. Die Namen dreier Hegumenen des Klosters sind erhalten geblieben: Jakov, Samoil und Venjamin. Der Hegumen Jakov, der das Kloster von 1630 bis 1645 leitete, galt in seiner Amtszeit als besonders aktiv. Zu seiner Zeit wurde die Kirche neu gestrichen, eine beträchtliche Anzahl von Büchern für den Bedarf des Klosters gekauft und ein Kreuz für die Altartrennwand angeschafft. In der ersten Hälfte des 17. Jahrhunderts wurde an der Westseite der Kirche eine Kuppel angebaut.
Ende des 19. Jahrhunderts wurde das Kloster, wie aus den Quellenangaben hervorgeht, aufgrund immer häufigerer Angriffe lokaler albanischer Banden vollständig aufgegeben. So schrieb der der bulgarische Aufklärer Jordan Chadschikonstantinow-Dschinot in einem seiner Artikel im „Zarigradski westnik“ vom 20. November 1854, dass die Arnauten 1844 alle Klostergebäude zerstörten, mit Ausnahme der Klosterkirche. In der Klosterkirche sind heute unüblicherweise die Vor- und Nachnamen der Klosterbesucher von 1860 bis 1924 zu lesen, die bei ihren Besuchen auf den Fresken signierten.
Heute gehört das schwer zugängliche und isolierte Kloster zu einem der beliebtesten Erholungsorte im Matka-Canyon, besonders für Kletterer und Gruppen, die die spitzen Felsen erklimmen. Zu diesem Zweck wurde im gesamten Klosterhof eine Reihe von Tischen aufgestellt. Auf den Ruinen der ehemaligen Klostergebäude wurden zwei Pavillons errichtet, von wo aus man auf den Canyon und den Matkasee blicken kann.

##### Kloster „Uspenie na Presveta Bogorodica“

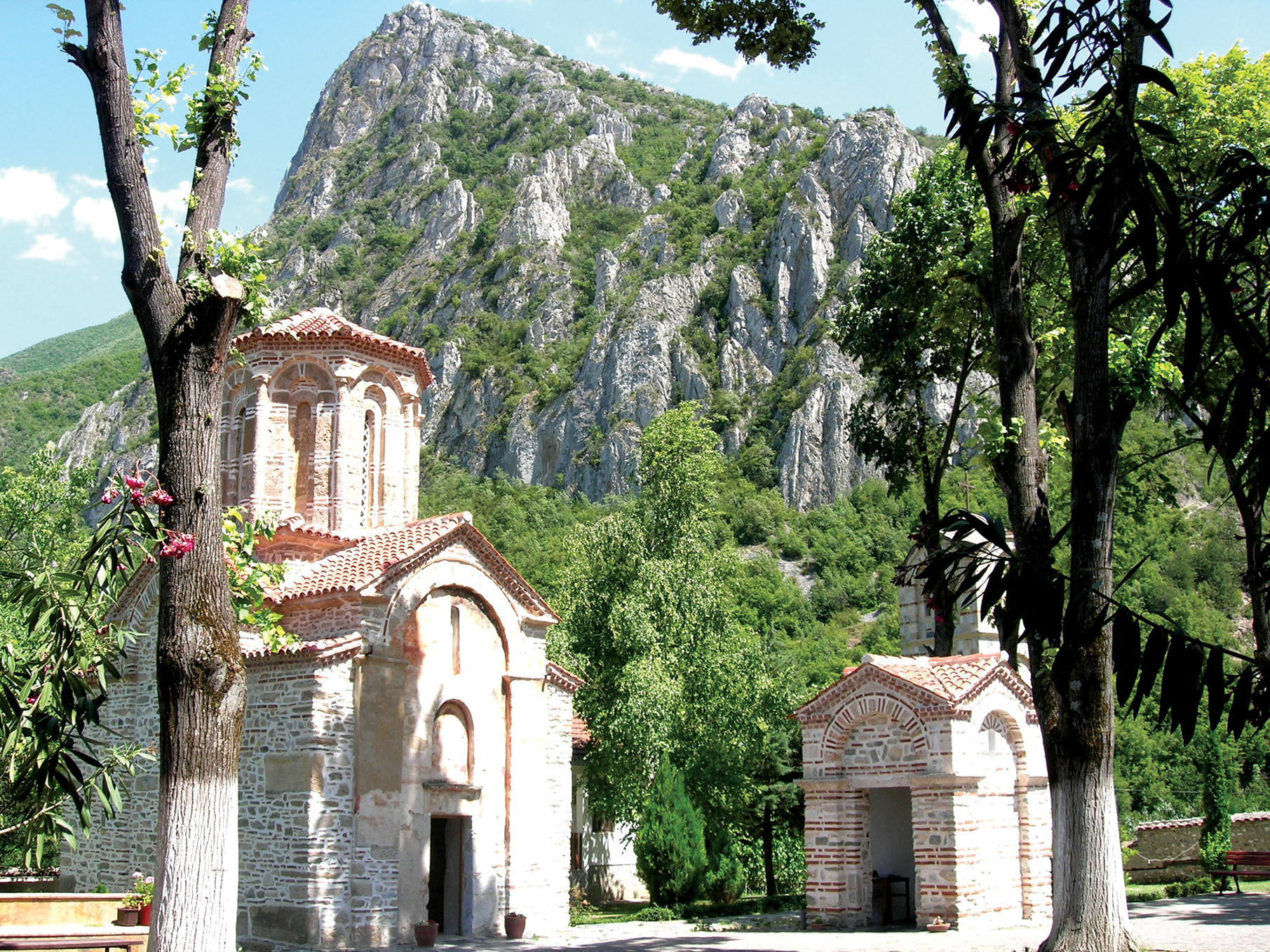
Blick auf das Kloster „Uspenie na Presveta Bogorodica“

Das Kloster „Uspenie na Presveta Bogorodica“ (auch als Matka-Kloster bekannt) (mazedonisch Манастир Успение на Пресвета Богородица) liegt direkt am linken Ufer des Flusses Treska, nach dem Damm des Matka-Sees, etwa 17 km vom Stadtzentrum Skopjes entfernt. Es ist ein aktives Kloster, in dem es eine Klosterschwesternschaft gibt. Das Fest seiner Schutzpatronin, im Volksmund als „Mariä Entschlafung“ bekannt, findet jedes Jahr am 28. August statt. Es ist sehr wahrscheinlich, dass die Schlucht und die weitere Umgebung den Namen Matka wegen diesem der Muttergottes gewidmeten Klosters erhielten, dessen Name im altbulgarischen мать/mat (dt. Mutter) ist. Das Kloster liegt in unmittelbarer nähe des Dorfes Dolna Matka in der Opština Saraj. Um 1337 wurde das Kloster vom lokalen Feudalherr Bojko errichtet, ohne jedoch die Klosterkirche mit Fresken zu vollenden. Im Laufe des nächsten Jahrhunderts zerfiel die Kirche. Der Inschrift über der Tür zufolge wurde das Kloster im Jahr 1497 von Milica, einer Herrscherin bzw. Bürgerin aus Skopje, restauriert. In der Kirche ist sie mit ihrem Ehemann Nikola in damaliger Zivilkleidung auf einer Freske abgebildet. Durch ihre Bemühungen und Spenden bekam die Klosterkirche ein neues Dach und neue Fresken. Zudem begann man mit dem Bau des Narthex.

##### Kloster „Sveti Andreja“

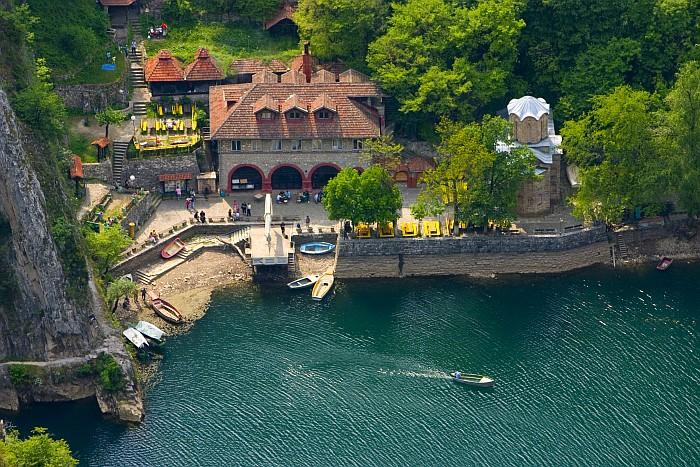
Blick auf das Kloster Sveti Andreja

Die Kirche Sveti Andreja (mazedonisch Црква Свети Андреја) liegt direkt am linken Ufer des Flusses Treska, in unmittelbarer Nähe des Staudamms. Das Kloster wurde 1389 von Andreja, einem der beiden Söhne von König Volkašin, gegründet. Eingebettet zwischen steilen und hohen Klippen ist es eines der wenigen Kirchen, in dem die meisten Inschriften aus der Zeit seiner Erbauung und Bemalung erhalten geblieben sind. Es ist dem Apostel Andreas gewidmet.
Das Kloster liegt inmitten der Matka-Schlucht auf einer kleinen natürlichen Plattform in der Nähe des Flusses Treska und umfasst sowohl Klostergebäude als auch eine Kirche. Die Kirche weist einen typisch byzantinischen Stil mit einem Kreuzgrundriss und einer Kleeblattchor auf. Das nördliche und das südliche Kleeblatt dienen als Chöre, während das östliche Kleeblattchor als Altarapsis fungiert. Das Äußere der Kirche ist mit zwei Reihen halbkreisförmiger Nischen geschmückt, was ihre optische Attraktivität erhöht. Darüber hinaus gibt es eine Veranda, die Mitte des 16. Jahrhunderts an die Kirche angebaut wurde.
Die Fresken im Innenraum stammen von einem der bedeutendsten mittelalterlichen Meister, Metropolit Jovan, der auch der Autor der Fresken im Kloster Sveti Spas in Zrze bei Prilep war.

##### Kirche „Sveti Spas“

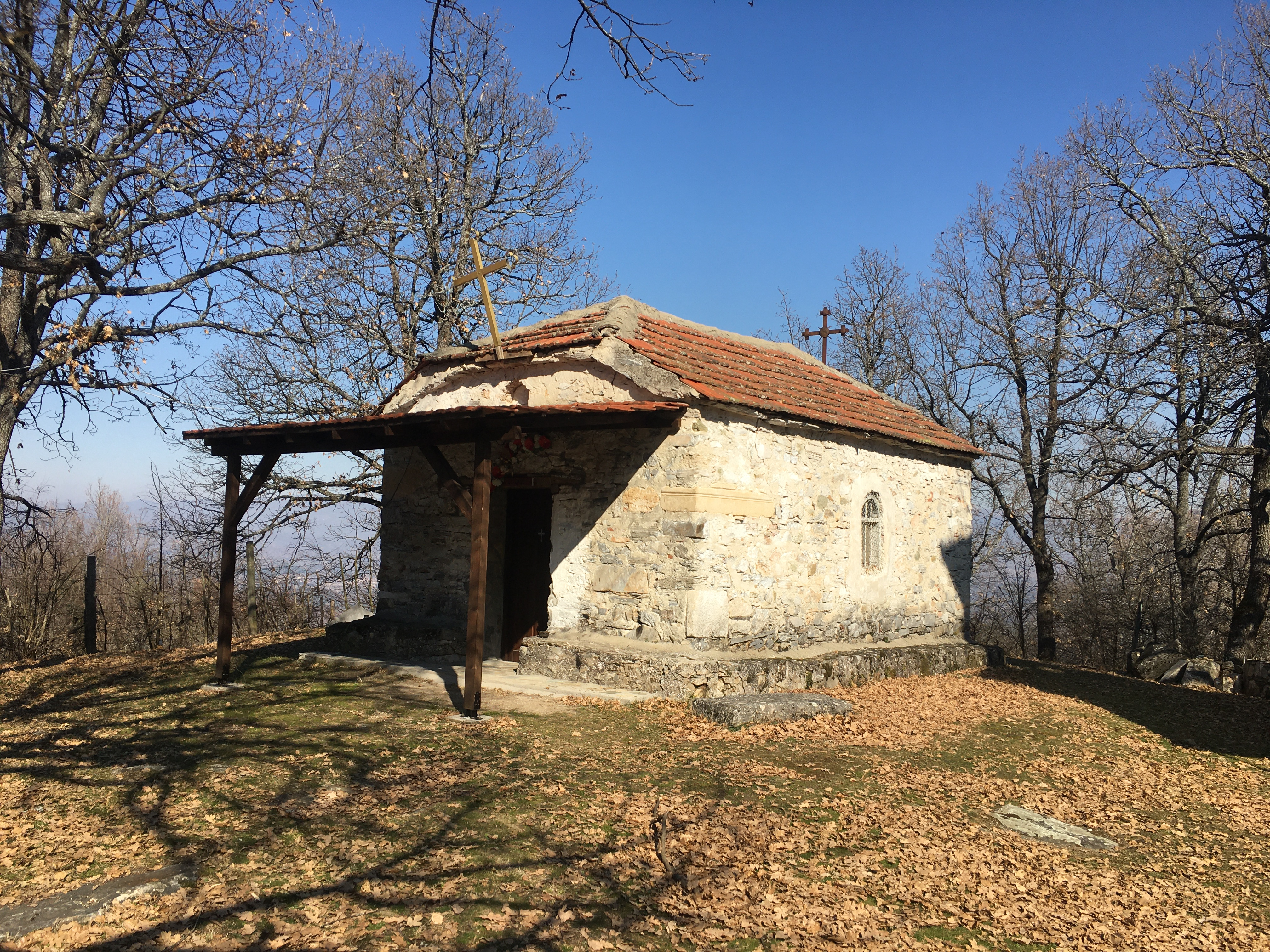
Blick auf Kirche „Sveti Spas“

Die Kirche „Sveti Spas“ (mazedonisch Црква Свети Спас) wurde in der Gegend von Petrov Kamen hoch über der Matka-Schlucht, am linken Ufer des Flusses Treska, erbaut. Unmittelbar südlich davon liegen die Ruinen der Kirchen „Sveta Nedela“ und „Sveta Troica“. Die Kirche wurde auf der höchsten Stelle eines ebenen Plateaus auf dem Hügel erbaut und ist ein kleiner einschiffiger Tempel. Sie stammt vermutlich aus dem späten 14. Jahrhundert und wurde auf den Fundamenten einer älteren und viel größeren Kultstätte errichtet.

##### Kirche „Sveta Nedela“

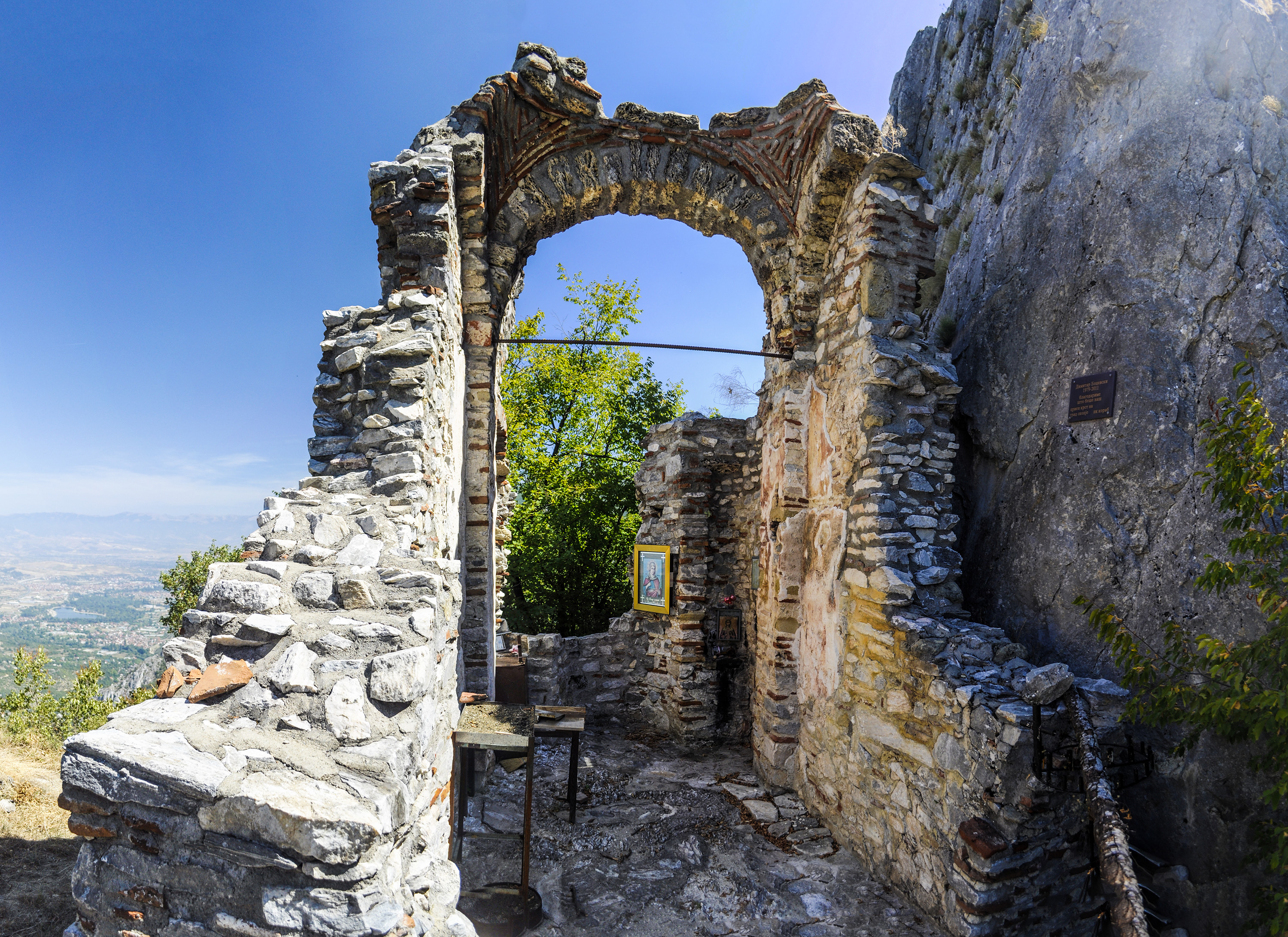
Blick auf die Kirche „Sveta Nedela“

Die Kirche „Sveta Nedela“ (mazedonisch Црква Света Недела) ist ein mittelalterlicher orthodoxer christlicher Tempel in Trümmern, hoch oben in der Matka-Schlucht auf der linken Seite des Flusses Treska gelegen. Es wird angenommen, dass diese Kirche im 13. oder 14. Jahrhundert erbaut wurde, zeitgleich mit dem Bau der nahegelegenen Kirchen „Sveti Nikola Šiševski“
(gegenüber), „Sveti Andreja“ (südöstlich im Tal) und „Sveti Spas“ (unmittelbar nördlich) sowie dem Kloster „Uspenie na Presveta Bogorodica“.
Die Kirche Sveta Nedela ist eine kleine, einschiffige Kuppelkirche, wie die Überreste der Gewölbe der ehemaligen Kuppel bezeugen. Es besteht aus Schotter, bearbeiteten lokalen Kalkstein und Keramikmaterial. Aus den Überresten der Steinbögen lässt sich schließen, dass sich die Kuppel über dem Altar befand und die Kirche ein identisches bzw. ähnliches Aussehen hatte wie die nahegelegenen Kirchen „Sveti Nikola Šiševski“ und „Sveti Andreja“. Ein Teil der Freskenmalerei der Kirche ist noch an einem Teil der Innenwände zu sehen. An den Innenwänden sind bescheidene Reste einer Freskenverzierung mit mehreren Heiligen im Altarteil zu sehen, dann die Figur der Heiligen Nedela, die heute noch an der Südwand zu sehen ist. Bis 1912 war noch das Porträt des Stifters der Kirche zu sehen.
Das zentrale Wohngebäude mit rechteckigem Grundriss wurde archäologisch ausgegraben. Die Ergebnisse zeigten, dass das Leben in der Kirche während des gesamten 14. Jahrhunderts zur gleichen Zeit stattfand, als die Kirche existierte. Es wurden zahlreiche Keramikstücke und Tierknochen entdeckt. Die Analyse der Fresken und der Architektur selbst bestätigen, dass die Kirche aus der Zeit zwischen 1350 und 1360 stammt. Es wird angenommen, dass der Fedualherr von Matka – Bojko darin lebte. Die westliche Vorstadt ist 120 × 50 Meter groß. Umgeben von einer starken Verteidigungsmauer, 1,80 m breit, an einer Stelle bis zu 3 m hoch erhalten, befindet sie sich unmittelbar westlich unter der Kirche an ihrem Eingang. Höchstwahrscheinlich war diese Kirche in der Vergangenheit die Dorfkirche des ehemaligen (heute nicht mehr existierenden) Dorfes Ivanje, in dem sich der Überlieferung nach eine Kirche befand, die der Sveta Nedela geweiht war.
Obwohl sich die Kirche in einem ruinierten Zustand befindet, wird es bis heute von Gläubigen und Bergsteigern besucht. In der Kirche befinden sich mehrere Ikonen der Heiligen Nedela, der Gottesmutter und von Jesus Christus, sowie ein Kerzenständer zum Anzünden von Kerzen. In unmittelbarer Nähe der Kirche wurde von Bergsteigern ein Holzpavillon errichtet.